# TVB Magic
TVB Magic是马来西亚Astro及TVBI以擁有的一條以播放综合劇為主的頻道。此频道会播放香港TVB以及外购剧（中国大陆、泰国、韩国及日本）剧集节目及综艺节目。此频道会供应字幕为马来文、中文以及英文。

## 历史
从2023年6月18日，Astro集团股份有限公司及香港电视广播（国际）有限公司的马来西亚唯一电视台TVB Magic在傍晚6点半开播，也可以收看节目卫星电视Astro和NJOI频道124，应用程序Astro GO和On Demand点播。从2024年4月1日，TVB Magic正式停播。